# Menu (film)
Menu, v anglickém originále The Menu, je americká černá komedie a horor, který v roce 2022 režíroval Mark Mylod, scénář k němu napsali Seth Reiss a Will Tracy a produkovali jej Adam McKay, Betsy Koch a Will Ferrell. Ve filmu se v hlavních rolích objevili Ralph Fiennes, Anya Taylor-Joy, Nicholas Hoult, Hong Chau, Janet McTeer, Reed Birney, Judith Light a John Leguizamo.
Světová premiéra filmu proběhla 10. září 2022 na Mezinárodním filmovém festivalu v Torontu a do amerických kin jej 18. listopadu 2022 uvedla společnost Searchlight Pictures. Film získal převážně pozitivní recenze od kritiků, kteří chválili scénář, režii, výpravu a herecké výkony.

## O filmu
Tyler a jeho společnice Margot Mills cestují lodí do Hawthornu, exkluzivní restaurace, kterou vlastní a provozuje slavný šéfkuchař Julian Slowik a která se nachází na soukromém ostrově. Večeře se účastní i další hosté: food kritička Lilian, její redaktor Ted, bohatý pár Richard a Anne, filmová hvězda George a jeho osobní asistentka Felicity a obchodní partneři Soren, Dave a Bryce. Margot si ihned po příjezdu na ostrov začne všímat znepokojivých věcí. 

## Obsazení
| Ralph Fiennes     | Julian Slowik       |
| Anya Taylor-Joy   | Margot Mills / Erin |
| Nicholas Hoult    | Tyler               |
| Hong Chau         | Elsa                |
| Janet McTeer      | Lillian Bloom       |
| John Leguizamo    | George Díaz         |
| Reed Birney       | Richard Liebbrandt  |
| Judith Light      | Anne Liebbrandt     |
| Paul Adelstein    | Ted                 |
| Aimee Carrero     | Felicity            |
| Arturo Castro     | Soren               |
| Rob Yang          | Bryce               |
| Mark St. Cyr      | Dave                |
| Rebecca Koon      | Linda Slowik        |
| Christina Brucato | Katherine Keller    |
| Adam Aalderks     | Jeremy Louden       |
| Matthew Cornwell  | Dale                |
| Peter Grosz       | someliér            |